# Makinohara
Makinohara (牧之原市, Makinohara-shi) est une ville située dans la préfecture de Shizuoka, au Japon.

## Géographie

### Situation
Makinohara est située dans le sud de la préfecture de Shizuoka, au bord de la baie de Suruga.

### Démographie
En 2010, la population de la ville de Makinohara était de 48 455 habitants, répartis sur une superficie de 111,68 km2. En novembre 2021, la population était de 43 999 habitants.

## Histoire
La ville de Makinohara a été fondée le 11 octobre 2005 par la fusion des bourgs de Sagara et Haibara (district de Haibara).

## Économie
Sur le territoire de l'ancien bourg de Sagara se trouve le seul champ pétrolifère de la côte Pacifique du Japon. Il a été exploité de 1874 à 1955. Le 28 novembre 1980, le site a été transformé en monument naturel et converti en parc.
La ville abrite une usine de construction automobile du groupe Suzuki.

## Transports

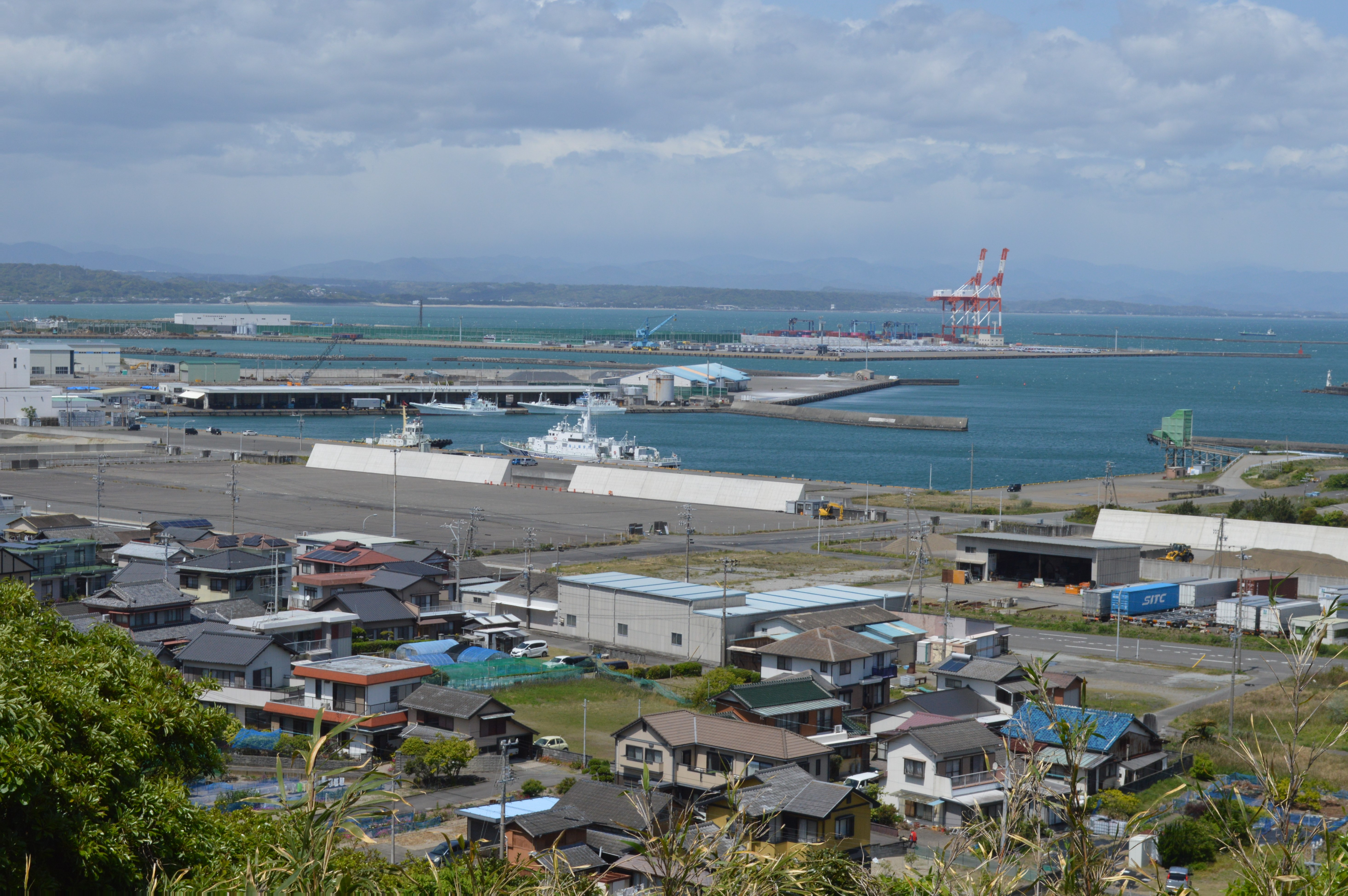
Port d'Omaezaki.

Makinohara est desservie par les routes nationales 150 et 473.
L'aéroport de Shizuoka a été ouvert sur le territoire de la municipalité en 2009.
La ville possède un port.